# ام زرافه
ام زرافه یک ستاره است که در صورت فلکی زرافه قرار دارد.